# Caristes

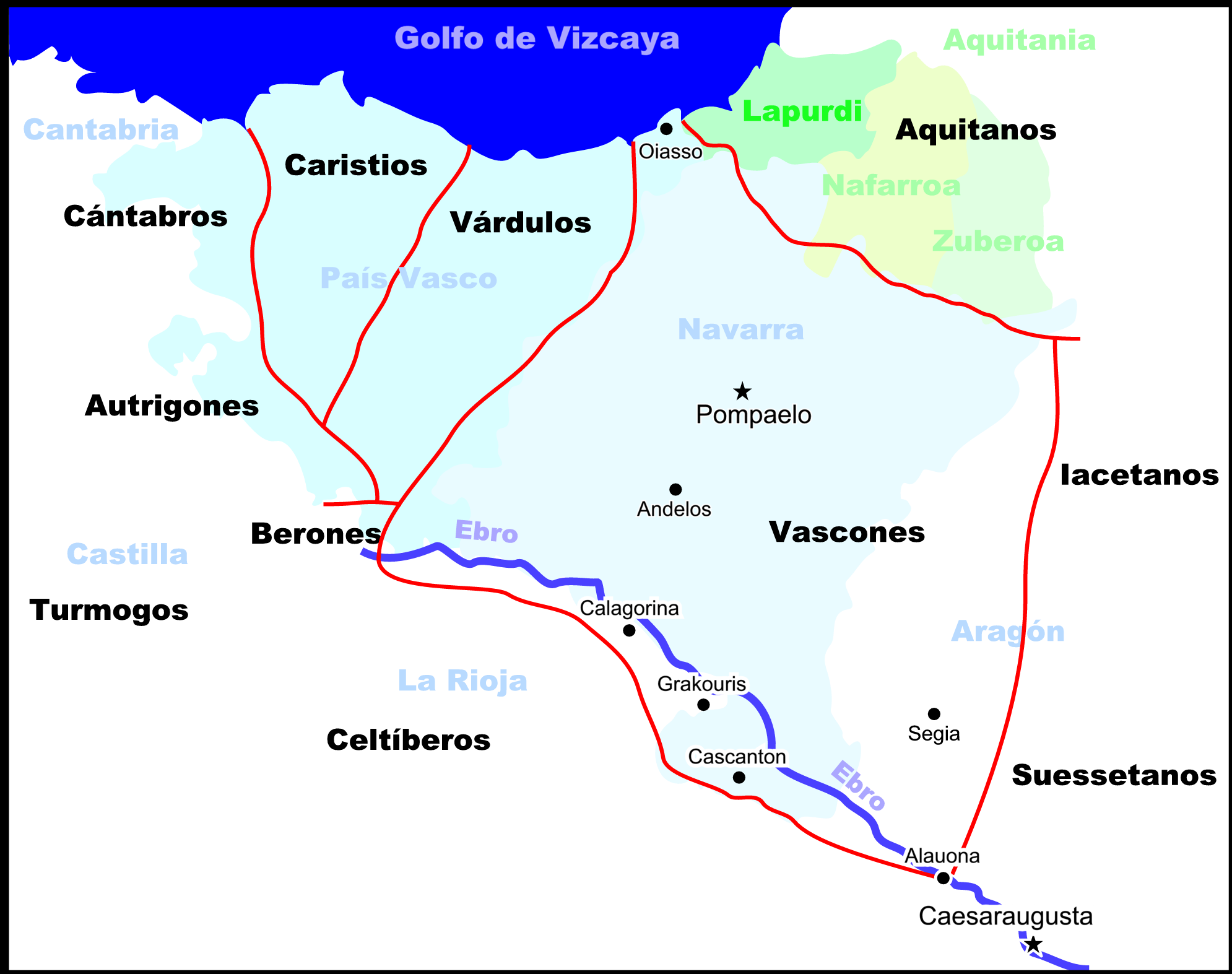
Le territoire des caristes selon Ptolémée

Les Caristes ou caristios en espagnol, étaient une tribu préromaine, dans la communauté autonome basque actuelle, au nord de la péninsule ibérique.

## Histoire
Les Caristes ne sont mentionnés ni par Strabon, ni par Pomponius Mela, mais bien par Pline l'Ancien, qui les situait dans l'intérieur, dans la zone sud du Pays basque. Ptolémée les situait entre la rivière Deba, dans la province du Guipuscoa et de ce qu'est actuellement Bilbao.
Son territoire était limité avec celui des Vardules et celui des Autrigons. Leur apparentement aux Cantabres, aux Celtes ou aux Vascons n'est pas fermement établi.
L'annonce de découvertes effectuées au printemps de 2006 dans l'oppidum romain d'Iruña-Veleia (Alava) d'inscriptions thématiques religieuses en basque correspondant au IIIe et au VIe siècle, renforçant l'hypothèse que les Caristes parleraient basque, se révéla être basée sur des faux après une expertise en 2008 ,.
Dans le haut Moyen Âge, ils ont été déplacés ou ont été absorbés par les Vascons, tribu forte et organisée selon les Romains. 